# Anolis anfiloquioi
Anolis anfiloquioi är en ödleart som beskrevs av  Garrido 1980. Anolis anfiloquioi ingår i släktet anolisar, och familjen Polychrotidae. Inga underarter finns listade i Catalogue of Life.